# Nørre Jernløse Mølle
Nørre Jernløse Mølle blev bygget i 1853 og er en af Danmarks bedst bevarede hollandske vindmøller. Møllen hørte oprindeligt hjemme på Nørrevold i København, hvor den stod ved Sankt Peders Stræde, men i 1885 blev den som et led i afviklingen af voldanlæggene revet ned og delene fragtet til Nørre Jernløse, hvor den blev genopbygget. Efter skiftende ejerskaber blev møllen i 1979 købt af Jernløse Kommune, som den 20. juni 1993 overdrog møllen til det selvejende møllerlaug Nr. Jernløse Møllelaug. Møllen fungerer i dag som et arbejdende museum og udgør en betydningsfuld lokal seværdighed for turister.

## Møllens historie
Inspireret af de hollandske møller blev Nørre Jernløse Mølle bygget med det formål at producere mel og gryn. Fra volden blev disse fødevarer så bragt ind til København, der på det tidspunkt fik leveret en væsentlig del af sine levnedsmidler fra voldanlæggenes møller.
I 1885 besluttede man at rive møllen ned for at give plads til byens udvikling. Hele bygningen blev skilt ad og transporteret til Nørre Jernløse i små dele på hestevogn. Takket været gårdejer Niels Peter Rasmussen blev møllen genopført og kom til at se ud som før. I 1899 blev møllen købt af gårdejer Ole Martin Nielsen og forblev i familiens eje de næste 60 år; i denne periode blev der tilføjet et savværk i 1901 og et kornmagasin i 1920 til møllen. Møllen kom til at indgå i en blomstrende virksomhed og blev til stadighed udvidet og moderniseret.
I 1922 blev møllen yderligere udbygget med selvkrøjende vindrose og selvsvikkende klapsejl, der hjalp med at lette arbejdet og delvist automatisere det.
I 1979 blev møllen købt af kommunen og istandsat. Både funktion og udseende kom til at være som før 1922.
Den 20. juni 1993 blev møllen og alle de tilhørende bygninger overtaget af et selvejende møllerlaug, der indviede den som museum. I dag er der for turister mulighed for at få et kig indenfor, se møllen i funktion og endda købe hjemmemalet mel.

## Opbygning
Møllen er af typen ”hollandsk mølle” og har otte kanter og galleri. Denne type mølle blev først gang bygget i Holland i 1550’erne for at dræne floder og vandløb og tørlægge nye landbrugsarealer.
Møllens vigtigste del – mølleakslen, der bærer vingerne – er via et hathjul forbundet til et stort vandret kamhjul i toppen af møllen. Dette kamhjul kaldes ”krondrevet” og er lavet af træ. Når møllen er i funktion, er hathjulet og krondrevet i indgreb, hvilket vil sige, at tænderne på hjulene er skubbet ind mellem hinanden. Når møllen ikke er i brug, holdes hathjulet i ro ved hjælp af en rem af jern kaldet en perse. Persen justeres ved hjælp af en persebom. I gamle dage var hele persen lavet af piletræ, men i dag er det kun belægningen, der er af træ.
I etagen nedenunder, på det såkaldte lorrisloft, ses den såkaldte kongevelle, en bred cirkelskive af træ med en kraftig træbjælke kilet ind gennem centeret. På kongevellen sidder der to skiver – en snorskive og en remskive. Snorskiven er via et tov forbundet med en sigte længere ned i møllen, som kan sigte rug. Remskiven blev i gamle dage brugt til at drive en dynamo, der kunne levere lys. Når det blæste, kørte møllen ofte om natten.
På kværnloftet mellem lorris- og broloftet mødes møllens vitale dele; her er den roterbare del via et stort tandhjul af træ forbundet med tre kværne, der hver var beregnet til forskellige formål. Selve hovedakslen, der løber tværs ned gennem møllen, ender på dette niveau i et kugleleje. Dette består af en kugle i en metalskål med olie, der giver fuld bevægelighed.
Gennem luger har det været muligt at hejse sække op og ned efter behov.
Broloftet nedenunder tjener flere formål. Først og fremmest er der adgang til omgangen uden på møllen, hvorfra det er muligt at krøje (dreje) hat og vinger, rulle sejl ud på vingerne og endelig justere persen, der bremser hathjulet og dermed vingerne.
Derudover findes der på loftet en sigte til rug og hvede, der drives direkte af snorskiven på lorrisloftet, samt tre broheste; disse bruges til at hæve og sænke møllestenene på kværnloftet. Der er også en grynbrækker, der har brækket afskallede bygkorn til byggryn eller lavet hønsefoder.
Fra en luge har det været muligt at hejse sække med mel ned i de ventende hestevogne under møllen.